# Podlesie (powiat nyski)
Podlesie (daw. Jesionów, niem. Schönwalde) – wieś w Polsce, położona w województwie opolskim, w powiecie nyskim, w gminie Głuchołazy. Historycznie leży na Dolnym Śląsku, na ziemi nyskiej. Położona jest w Górach Opawskich.
Częścią wsi jest Gęstwina.
W latach 1975–1998 miejscowość należała administracyjnie do ówczesnego województwa opolskiego.
Według danych na 2011 wieś była zamieszkana przez 237 osób.

## Geografia
Wieś jest położona w południowo-zachodniej Polsce, w województwie opolskim, około 1 km od granicy z Czechami, w północnej części Gór Opawskich, na południowo-zachodnim zboczu Parkowej Góry. Należy do Euroregionu Pradziad.
Wpływ na klimat Podlesia ma sąsiedztwo Gór Opawskich. Średnia temperatura roczna wynosi +7,2 °C. Duże zróżnicowanie dotyczy termicznych pór roku. Średnie roczne opady atmosferyczne w rejonie Podlesia wynoszą 644 mm. Dominują wiatry zachodnie.

## Historia
Nazwa Schönwalde wymieniana była już w 1369, jednak pierwsza wzmianka pisemna pochodzi z 1666. W pobliżu wioski działała wymieniona w 1420 sztolnia złota. Miejscowa szkoła powstała w 1742. W 1777 w Podlesiu pracowała papiernia.
W 1874 Wilhelm Hassmann założył w Podlesiu hutę Maschinenfabrik Turbinen und Mühlenbau W. Hassmann u. Sohn, w której produkowano różne materiały metalowe, m.in. maszyny do obróbki drzewa, maszyny rolnicze oraz turbiny wodne. Kilka lat później firma wykupiła piec hutniczy znajdujący się po drugiej stronie potoku. Podczas pierwszej i II wojny światowej produkowano tu głównie amunicję do karabinów i artylerii i części do czołgów.
W latach 1945–1950 Podlesie należało do województwa śląskiego, a od 1950 do województwa opolskiego.
Do 2009 roku znajdowała się tu Przędzalnia „Frotex”, która była filią Zakładów Przemysłu Bawełnianego „Frotex” w Prudniku.

## Zabytki
Do wojewódzkiego rejestru zabytków wpisana jest wieża widokowa na szczycie Góry Parkowej
Inne zabytki
- kamień graniczny wisielczy (morderczy) z 1586 r.
- kościół pw. św. Jerzego

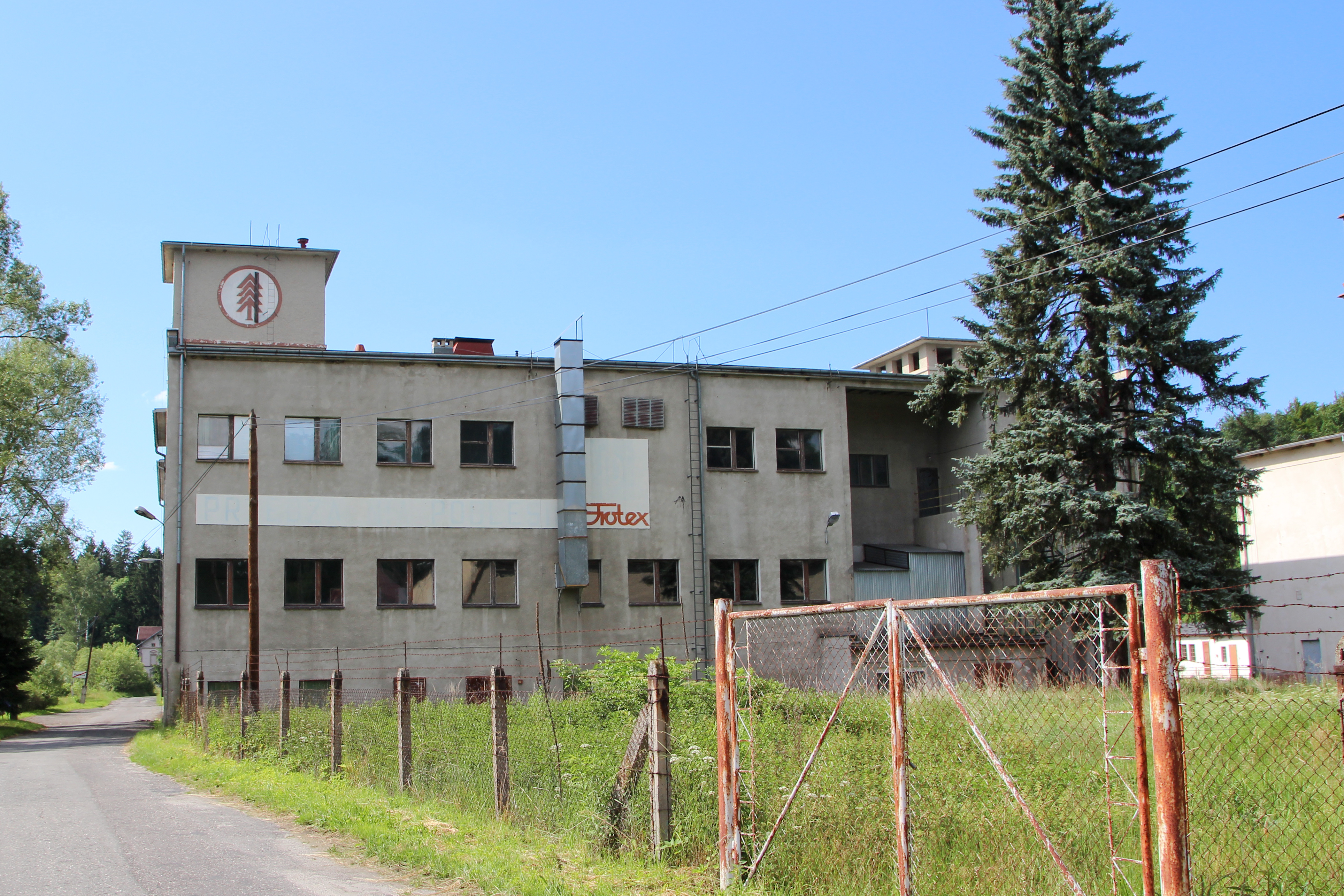
Przędzalnia „Frotex”
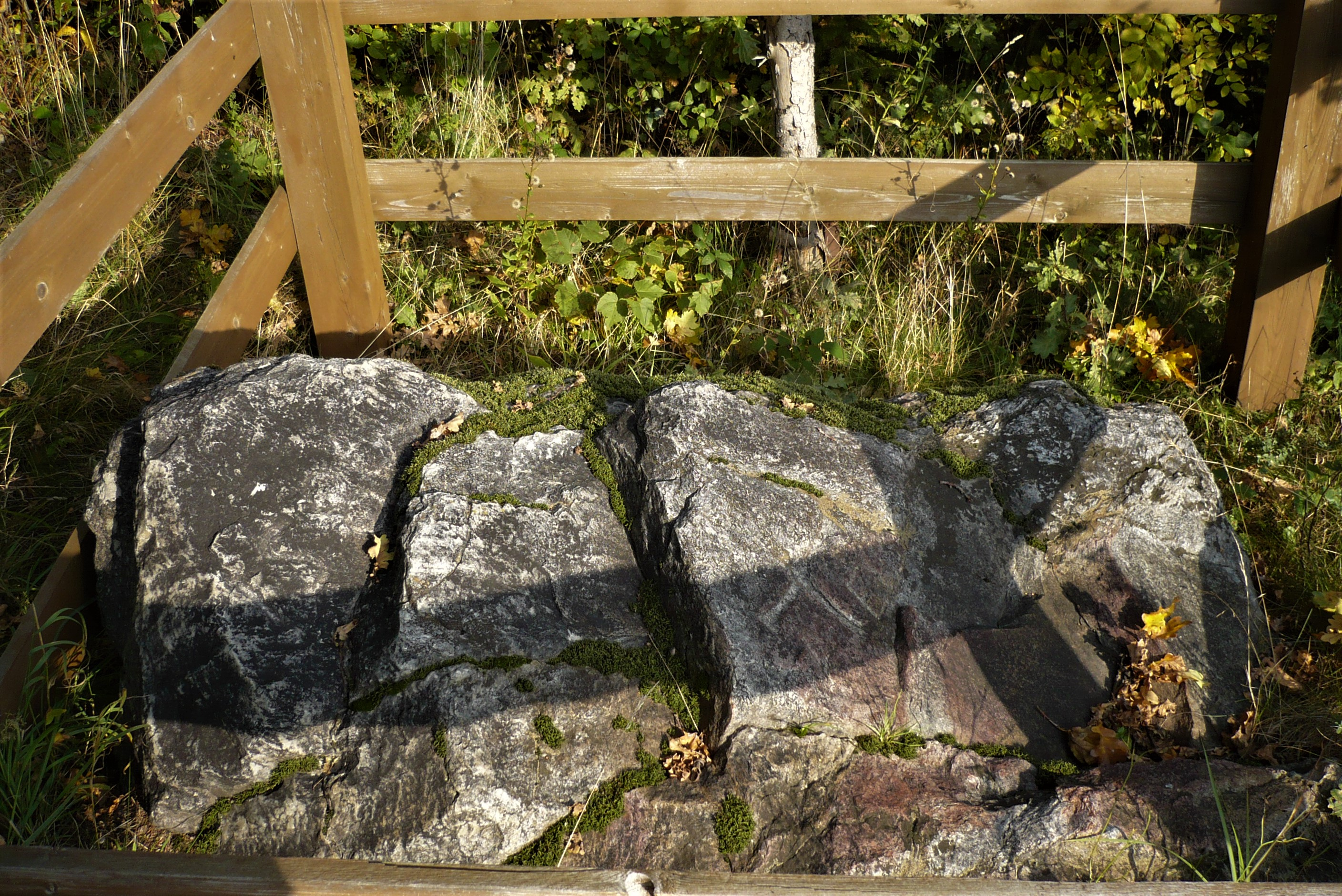
Kamień graniczny
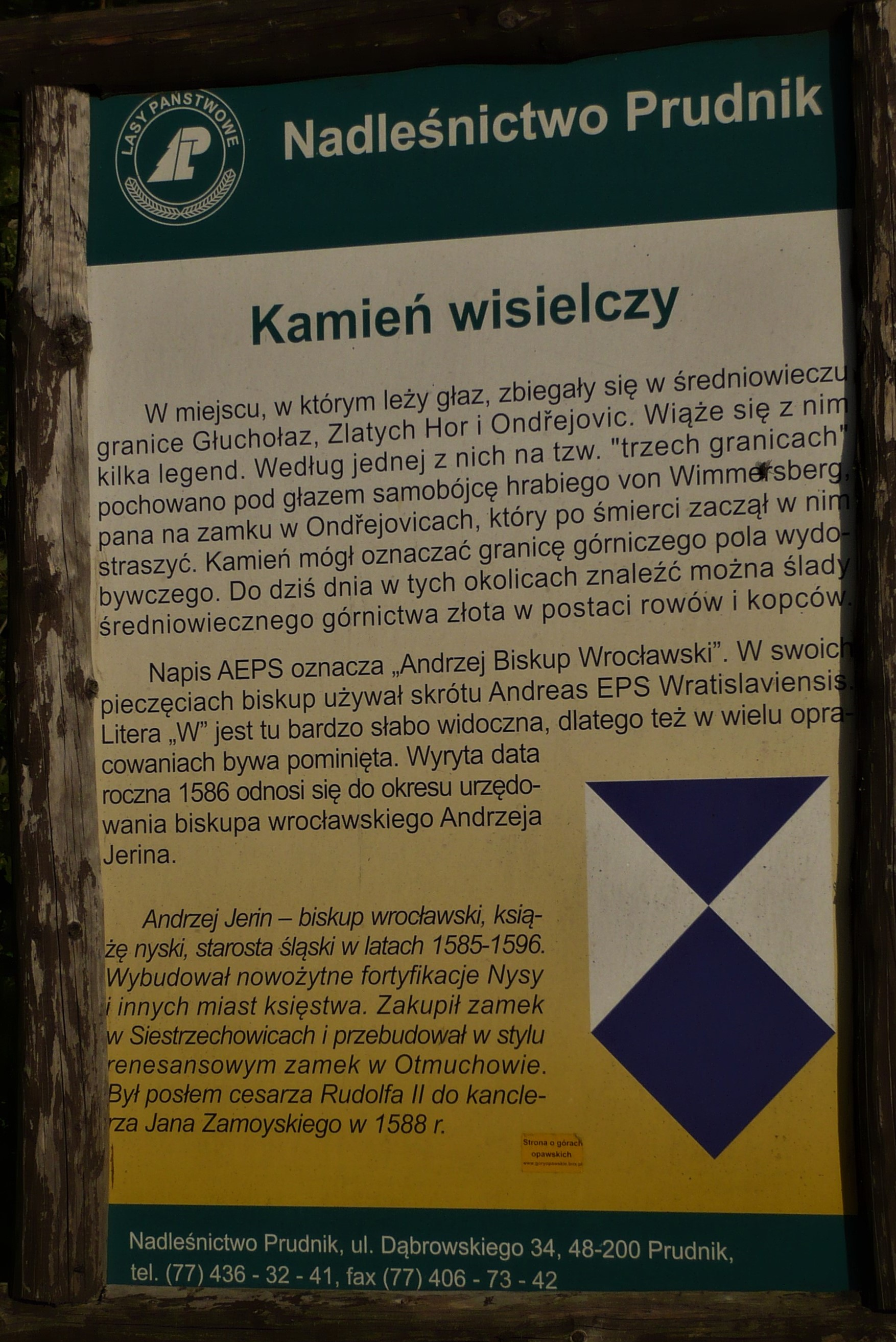
Tablica informacyjna o kamieniu granicznym
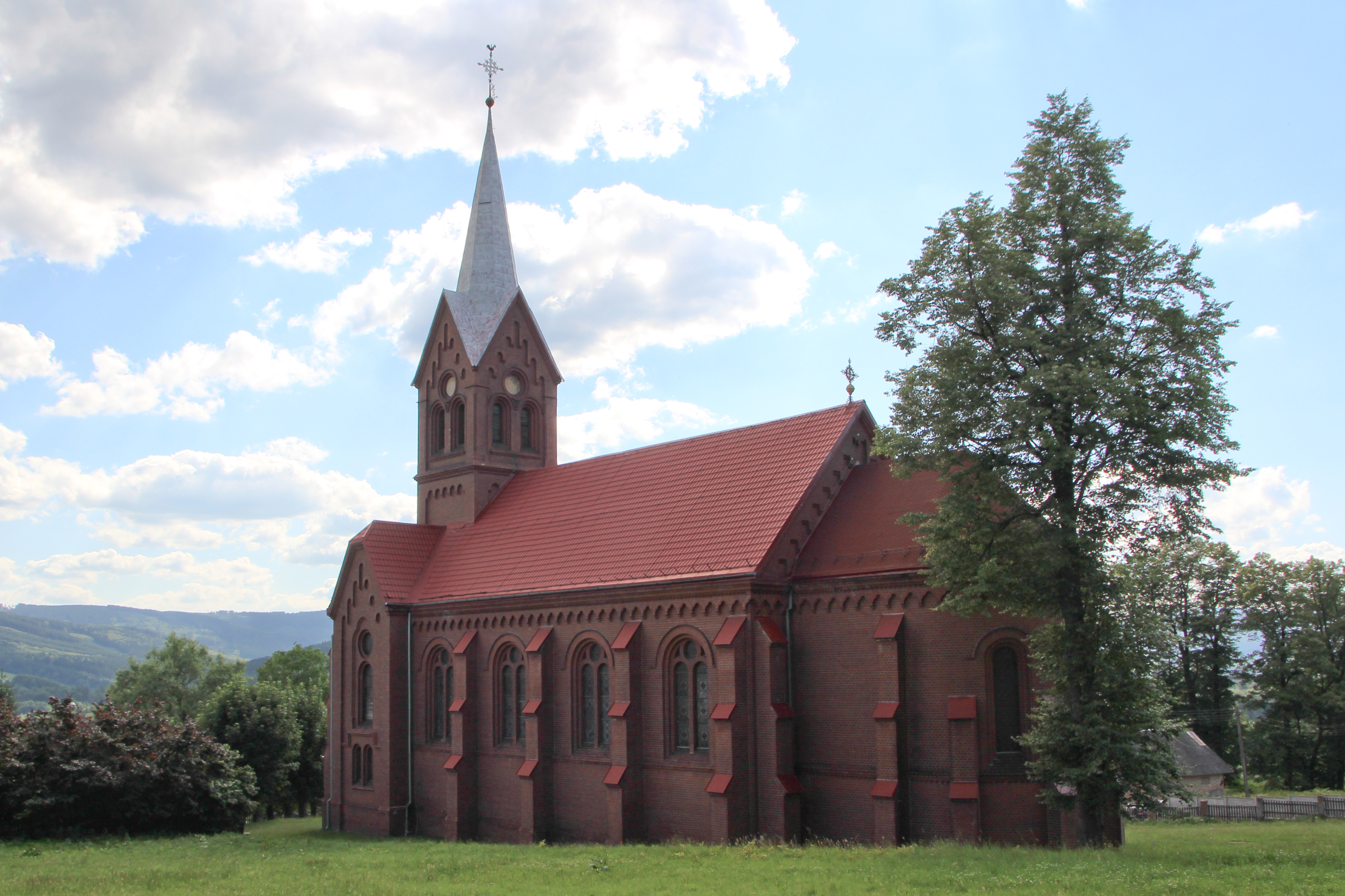
Kościół
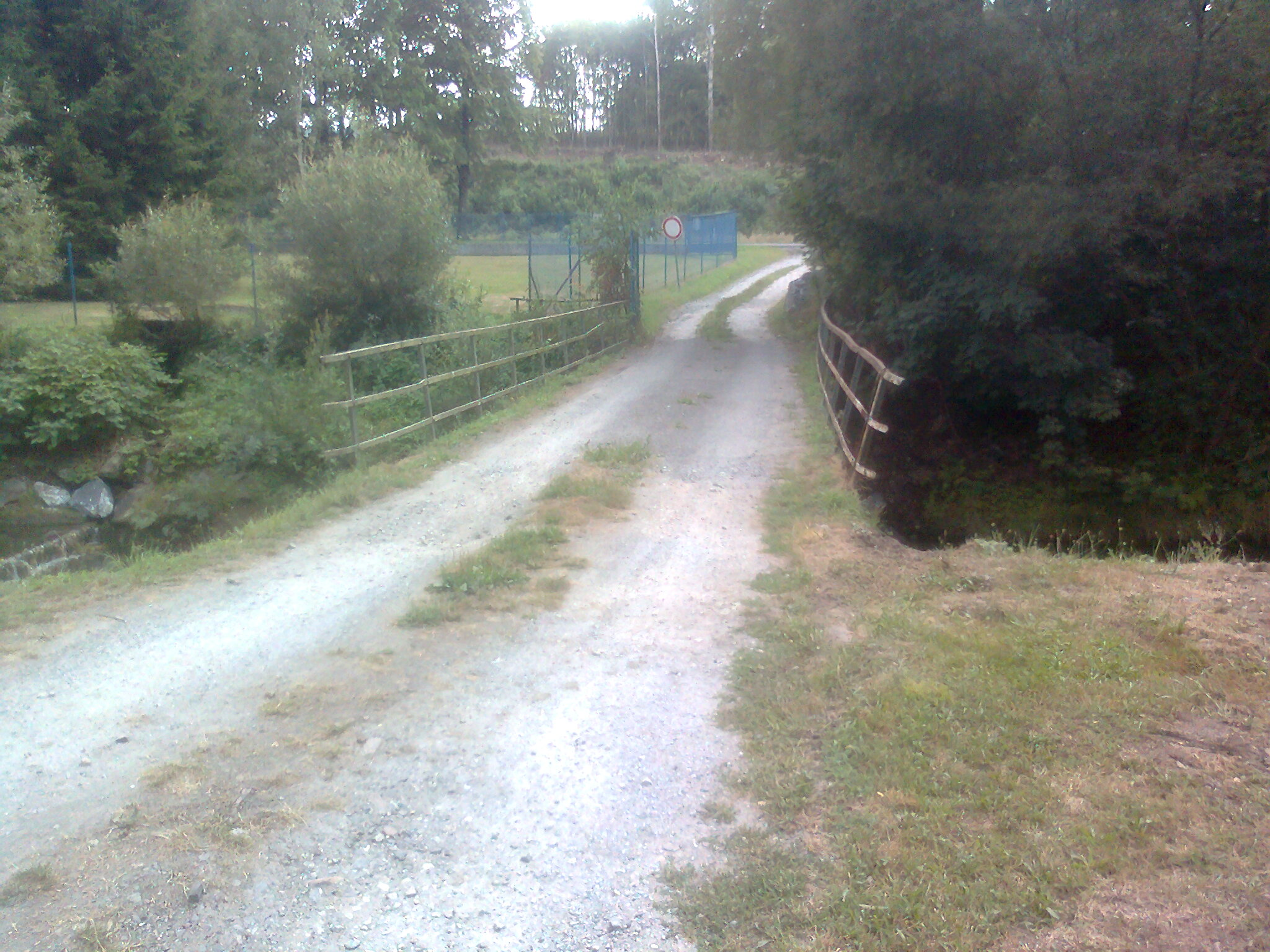
Przejście graniczne Podlesie-Ondřejovice

## Transport
Transport autobusowy w Podlesiu obsługiwany był przez PKS Prudnik. W 2004 prudnicki PKS został sprywatyzowany z udziałem Connex Polska. W 2008, w wyniku połączenia spółek PKS Connex Prudnik i PKS Connex Kędzierzyn-Koźle, utworzona została spółka Veolia Transport Opolszczyzna, w 2013 przejęta przez Arriva Bus Transport Polska. W 2019 Arriva wycofała się z Prudnika. Wówczas organizacją przewozów pasażerskich w Podlesiu i okolicy zajęły się ościenne PKS-y. W grudniu 2021 powołano Powiatowo-Gminny Związek Transportu „Pogranicze”, mający na celu poprawę jakości transportu.

## Turystyka
Oddział PTTK „Sudetów Wschodnich” w Prudniku ustanowił turystyczną Odznakę Krajoznawczą Ziemi Prudnickiej, którą zdobywa się poprzez zwiedzenie odpowiedniej liczby obiektów w miejscowościach położonych na ziemi prudnickiej i warunkowo w miejscowościach w Parku Krajobrazowym Góry Opawskie, w tym w Podlesiu.